# World Confederation of Billiard Sports
Die World Confederation of Billiard Sports (WCBS) ist der Weltverband für alle Bereiche des Billardsports.
Die WCBS richtet keine Weltmeisterschaften aus oder gibt Regelwerke heraus, dies ist allein Aufgabe ihrer Unterorganisationen. Stattdessen bemüht sie sich für die Aufnahme des Billardsports in das Programm von internationalen Sportgroßereignissen. Erklärtes langfristiges Ziel der WCBS ist es, Billard als olympische Sportart zu etablieren.

## Geschichte
Vor der Gründung der WCBS im Jahr 1992 gab es keine gemeinsame Organisation für die drei Hauptdisziplinen des Billardsports (Karambolage, Poolbillard und Snooker). Obwohl bereits in den 1950er Jahren erste Versuche unternommen wurden, Billard als olympische Sportart zu etablieren, genügte Billard den damaligen Richtlinien des IOC nicht.
1985 wurde der Schweizer André Gagnaux neuer Präsident der UMB, dem Verband für Karambolage. Er versuchte gemeinsam mit den Verantwortlichen des damaligen Profi-Snookerverbandes WPBSA, einen neuen Dachverband für den Billardsport zu gründen (einen Verband für Poolbillard gab es zu diesem Zeitpunkt noch nicht). Jedoch scheiterte dieses Vorhaben vorerst am Widerstand der WPBSA.
Nachdem jedoch 1988 mit der WPA ein Weltverband für Poolbillard gegründet worden war, trafen sich die Vertreter der drei Verbände erstmals im August 1990 im englischen Bristol, mit dem Ziel der Gründung eines Billard-Weltverbandes. In der Folge wurde im Januar 1992 in Yverdon-les-Bains (Schweiz) die World Confederation of Billiard Sports (WCBS) gegründet. Es wurde ein Vorstand aus neun Mitgliedern gebildet, wovon jeder der drei Verbände je drei Mitglieder stellten, wobei die professionelle WPBSA gemeinsam mit dem ebenfalls existierenden Snooker-Amateurverband International Billiards & Snooker Federation (IBSF) die Bildung der World Snooker Federation (WSF) beschloss. Erster Präsident war André Gagnaux.
Im Juli 1996 erfolgte schließlich die vorläufige, im Jahr 1998 die endgültige Aufnahme von Billard in die olympische Familie durch das IOC. Seit 2001 ist Billard Bestandteil der World Games. Im September 2002 erklärte die WPBSA, dass sie kein Interesse mehr an einer Zusammenarbeit mit der IBSF hätte, was zu einem Eklat bei einer Vorstandssitzung im März 2003 führte, zu der die Vertreter der IBSF nicht erschienen und bei der die WPBSA die Snooker-Sparte der WCBS nunmehr für vakant erklärte. Dagegen ging die IBSF erfolgreich vor dem Internationalen Sportgerichtshof vor, der im Januar 2004 die Zuständigkeit der WCBS auch für den Snooker-Sport feststellte, so dass die WPBSA als eigenständiges Mitglied neben der IBSF zurückkehrte und die lose World Snooker Federation wieder aufgelöst wurde. Seitdem besteht die WCBS aus vier Mitgliedsverbänden.
Im Juli 2015 beschloss der Verband bei seiner Generalversammlung in Breslau, Polen, ab 2016 eine gemeinsame Weltmeisterschaft aller drei Spielarten Pool, Karambolage und Snooker auszurichten. Diese WM sollte in China ausgetragen werden. Diese Weltmeisterschaft fand aber nicht statt.
Am 16. Juli 2022 wurde in Birmingham (Alabama) der UMB-Präsident Farouk el-Barki zum neuen Präsidenten der WCBS gewählt und auch die erste Weltmeisterschaft beschlossen. Diese fand vom 20. bis zum 23. Juli 2023 in Ankara unter dem Namen WCBS Championship statt. Zwei Jahre später war die WCBS zudem an der erstmaligen Austragung der Commonwealth Billiards Championship beteiligt.

## Präsidenten
| Amtszeit  | Präsident          | Land                   | Verband |
| --------- | ------------------ | ---------------------- | ------- |
| 1992–1996 | André Gagnaux      | Schweiz                | UMB     |
| 1996–1998 | Jorgen Sandman     | Schweden               | WPA     |
| 1998–2000 | Sindhu Pulsirivong | Thailand               | IBSF    |
| 2000–2002 | Jean Graus         | Niederlande            | UMB     |
| 2002–2008 | Jorgen Sandman     | Schweden               | WPA     |
| 2008–2010 | Pascal Guillaume   | Frankreich             | IBSF    |
| 2010–2015 | Jean-Claude Dupont | Belgien                | UMB     |
| 2015–2017 | Jason Ferguson     | Vereinigtes Königreich | WPBSA   |
| 2017–2022 | Ian Anderson       | Australien             | WPA     |
| 2022–     | Farouk el-Barki    | Ägypten                | UMB     |

## Komitee
Das derzeitige Komitee besteht aus folgenden Mitgliedern:
- Präsident:  Farouk el-Barki
- Vizepräsidenten:  Ian Anderson,  Mubarak Al Khayarin
- Generalsekretärin und Schatzmeisterin:  Diane Wild
- Anti-Doping-Beauftragter:  Marcin Krzeminski
- Mediendirektor:  Fernando Requena
- Vorstandsmitglieder:  Michael Al-Khoury,  James Leacy,  Shayne Tyree,  Jorgen Sandman

## Unterorganisationen
Folgende Verbände, die für die einzelnen Bereiche des Billardsports zuständig sind, unterstehen derzeit der WCBS direkt:

### 1. Instanz (direkt)
- Karambolage:

UMB (Union Mondiale de Billard)
- Poolbillard:

WPA (World Pool-Billiard Association)
- Snooker und English Billiards:

WSF (World Snooker Federation)

### 2. Instanz
Folgende Verbände sind in 2. Instanz dem WCBS bzw. direkt der UMB unterstellt.
- CEB (Confédération Européenne de Billard)
- ACBC (Asian Carom Billiard Confederation)
- CPB (Confederación Panamericana de Billar)
- ACC (African Carom Confederation)

Im unterstehenden Schaubild steht die WSF für die beiden Snookerverbände International Billiards & Snooker Federation (IBSF) und World Professional Billiards & Snooker Association (WPBSA).